# Scheuring SDAP en SDP
In 1909 kwam het in Nederland tot een scheuring binnen de Sociaal-Democratische Arbeiderspartij (SDAP). De marxistische vleugel van de SDAP verliet de partij en richtte een nieuwe partij op, de Sociaal-Democratische Partij (SDP)  – later gewijzigd in Communistische Partij van Nederland.

## Verloop
Vanaf 1901 kwamen de principiële marxisten binnen de SDAP regelmatig in botsing met de SDAP-fractievoorzitter in de Tweede Kamer, Pieter Jelles Troelstra.
Die marxisten verweten Troelstra het – door iedereen in de partij beleden – principieel-revolutionaire marxistische karakter van de partij te verwateren om maar op korte termijn meer stemmen bij verkiezingen binnen te halen. In 1905–1906 ging Troelstra in de tegenaanval en diskwalificeerde deze marxisten als intellectuele puristen die niet weten wat echt onder de arbeiders leeft.
Het paas-partijcongres 1906 in Utrecht nam daarop een motie aan, duidelijk tegen de in publicaties scherp debatterende marxisten gericht, die stelde dat men bij het uiten van kritiek elkaars waardigheid en de partijeenheid moet hooghouden. De onderlinge verhoudingen daalden nu tot het vriespunt.
Op het partijcongres 1907 in Haarlem botsten Troelstra en de marxist Herman Gorter opnieuw hard. Alleen doordat de oudere garde van marxisten – rond Gorter, Anton Pannekoek, Henriette Roland Holst en Frank van der Goes – inbond en capituleerde voor het partijbestuur bleef een partijscheuring uit. Maar een jongere generatie van marxisten rond David Wijnkoop, Willem van Ravesteyn en Jan Ceton wilde de strijd tegen de huns inziens onacceptabele matiging van de SDAP-politiek voortzetten, het risico op een partijscheuring daarbij op de koop toenemend en richtte in oktober 1907 het oppositieblad De Tribune op.
In januari 1909 eisten Troelstra en het partijbestuur gezamenlijk dat de tribunisten hun blad ophieven en hun oppositie staakten, op straffe van royement. De tribunisten weigerden dit.
Het SDAP-partijcongres van 13–14 februari 1909 in Deventer royeerde vervolgens met twee derde meerderheid de redactie van De Tribune. Met hen verlieten zo'n 400 geestverwanten de SDAP. Op 14 maart 1909 richtten zij de SDP op  – die later de naam zou wijzigen in Communistische Partij van Nederland, die weer later zou opgaan in GroenLinks. De SDAP zou in 1946 opgaan in de Partij van de Arbeid. 